# 莫嫩鎮區 (印地安納州懷特縣)
莫嫩鎮區（英語：Monon Township）是位於美國印地安納州懷特縣的一個行政鎮區。

## 地方資料
根據2010年美國人口普查的數據，莫嫩鎮區的面積為55.70平方千米，當中陸地面積為55.70平方千米，而水域面積為0.00平方千米。當地共有人口3282人，而人口密度為每平方千米58.92人。